# Tội ác Cộng sản (luật pháp)
Tội ác Cộng sản là tên một loại tội phạm tại một số nước ở khối phía Đông. Chính phủ các nước này quy định việc truyền bá các biểu tượng của chủ nghĩa Cộng sản là tội hình sự hoặc thỉnh thoảng cũng là tội nhẹ,
Ở một số nước trong khối phía Đông trước đây, các biểu tượng của Đảng Cộng sản bị các chính phủ hiện nay xem là biểu tượng của "sự chuyên chế và là hệ tư tưởng độc ác", việc truyền bá nó bị coi là hành vi của tội phạm hình sự. Tại Hungary (1994), Litva (2008), Ba Lan (2009)., Moldova (2012) biểu tượng cộng sản này cùng với các biểu tượng cộng sản khác đã bị cấm hiển thị trên các phương tiện thông tin đại chúng. Một luật tương tự đã được xem xét ở Estonia, nhưng cuối cùng đã thất bại tại ủy ban quốc hội. Nước này (cũng như tại Litva và Latvia) chỉ cấm sử dụng biểu hiệu Liên Xô như ngôi sao đỏ, vì họ cho là đã bị Liên Xô đô hộ theo như Hiệp ước Hitler-Stalin cho đến khi Liên Xô sụp đổ vào năm 1991. Các bộ trưởng ngoại giao của Litva, Latvia, Bulgaria, Hungary, Romania và Cộng hòa Séc từng đề nghị EU ban lệnh cấm các biểu tượng của chủ nghĩa cộng sản trong năm 2010, nhưng đề xuất không được chấp nhận.

## Ba Lan
Theo luật hình sự Ba Lan, "tội ác Cộng sản" (tiếng Ba Lan: zbrodnia komunistyczna) là một bộ luật nhắm tới các Đảng viên cộng sản Ba Lan, tính từ 17 tháng 9 năm 1939 (bắt đầu việc Liên Xô tấn công Ba Lan) cho tới 31 tháng 7 năm 1990.
Luật này được ban hành 1998 và đã sửa chữa nhiều lần để dễ điều tra và truy bắt nhiều Đảng viên cộng sản Ba Lan hơn. Luật này cũng tương tự như luật về tội ác Quốc xã. Những tội phạm này phần lớn được Viện tưởng niệm Quốc gia nghiên cứu, mà cũng điều tra các tội nhân Quốc xã.
Ngày 31 tháng 3 năm 2006, cựu chủ tịch đảng Cộng sản Ba Lan Wojciech Jaruzelski đã bị khởi tố vì các tội phạm này.

## Cộng hòa Séc
Tại Cộng hòa Séc, cơ quan tài liệu và điều tra tội ác Cộng sản chuyên truy nã những Đảng viên Cộng sản. Cơ quan này được thành lập ngày 1 tháng 1 năm 1995 qua quyết định của bộ nội vụ.

## Hungary
Quốc hội Hungary vào tháng 6 năm 2010 đã ban hành một bộ luật cấm phủ nhận tội ác Cộng sản. Ai tuyên bố phủ nhận, nghi ngờ hay giảm sự quan trọng các tội diệt chủng hay những tội ác chống lại loài người của chế độ Quốc xã hay Cộng sản, có thể bị tù tới 3 năm.

## Đức
Từ 1991 cho tới 2000, trung tâm điều tra về tội ác của chính phủ và các băng đảng (ZERV) được thành lập để truy nã các tội phạm của đảng SED, Đảng viên cộng sản Đức hay nhà nước Đông Đức trong quá khứ.